# Новоямово
Новоямово — посёлок в Свердловской области России, входящий в муниципальное образование Алапаевское. Управляется Толмачёвским территориальным управлением.

## География
Посёлок располагается на левобережье реки Реж, в 6 километрах на север от города Алапаевск.

### Часовой пояс
Новоямово, как и вся Свердловская область, находится в часовой зоне МСК+2. Смещение применяемого времени относительно UTC составляет +5:00.

## Население
| 2002 | 2010 |
| ---- | ---- |
| 103  | ↘99  |

## Инфраструктура
В посёлке три улицы: Лесная, Староямовская и Широкая.